# Elephantomyia nigriceps
Elephantomyia nigriceps är en tvåvingeart som beskrevs av Edwards 1926. Elephantomyia nigriceps ingår i släktet Elephantomyia och familjen småharkrankar. Inga underarter finns listade i Catalogue of Life.